# Edmond Fitzmaurice, 1. Baron Fitzmaurice

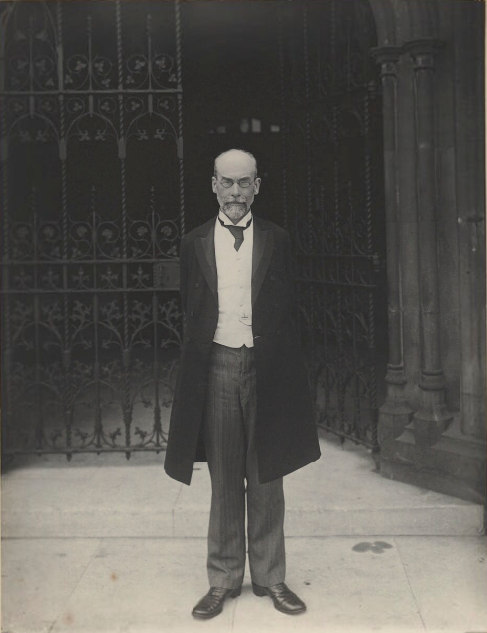
Edmond Fitzmaurice, 1. Baron Fitzmaurice

Edmond George Petty Petty-Fitzmaurice, 1. Baron Fitzmaurice (* 19. Juni 1846 in Lansdowne House, Mayfair, London; † 21. Juni 1935 in Leigh House, Bradford-on-Avon, Wiltshire, England) war ein britischer Politiker der Liberal Party und Schriftsteller, der zwischen 1868 und 1885 sowie von 1898 bis 1906 Abgeordneter des Unterhauses (House of Commons) war. Nachdem er 1906 zum Baron Fitzmaurice erhoben wurde, war er bis zu seinem Tode 1935 Mitglied des Oberhauses (House of Lords). Er von 1908 bis 1909 Kanzler des Herzogtums Lancaster (Chancellor of the Duchy of Lancaster).

## Leben

### Familiäre Herkunft, Unterhausabgeordneter und Unterstaatssekretär

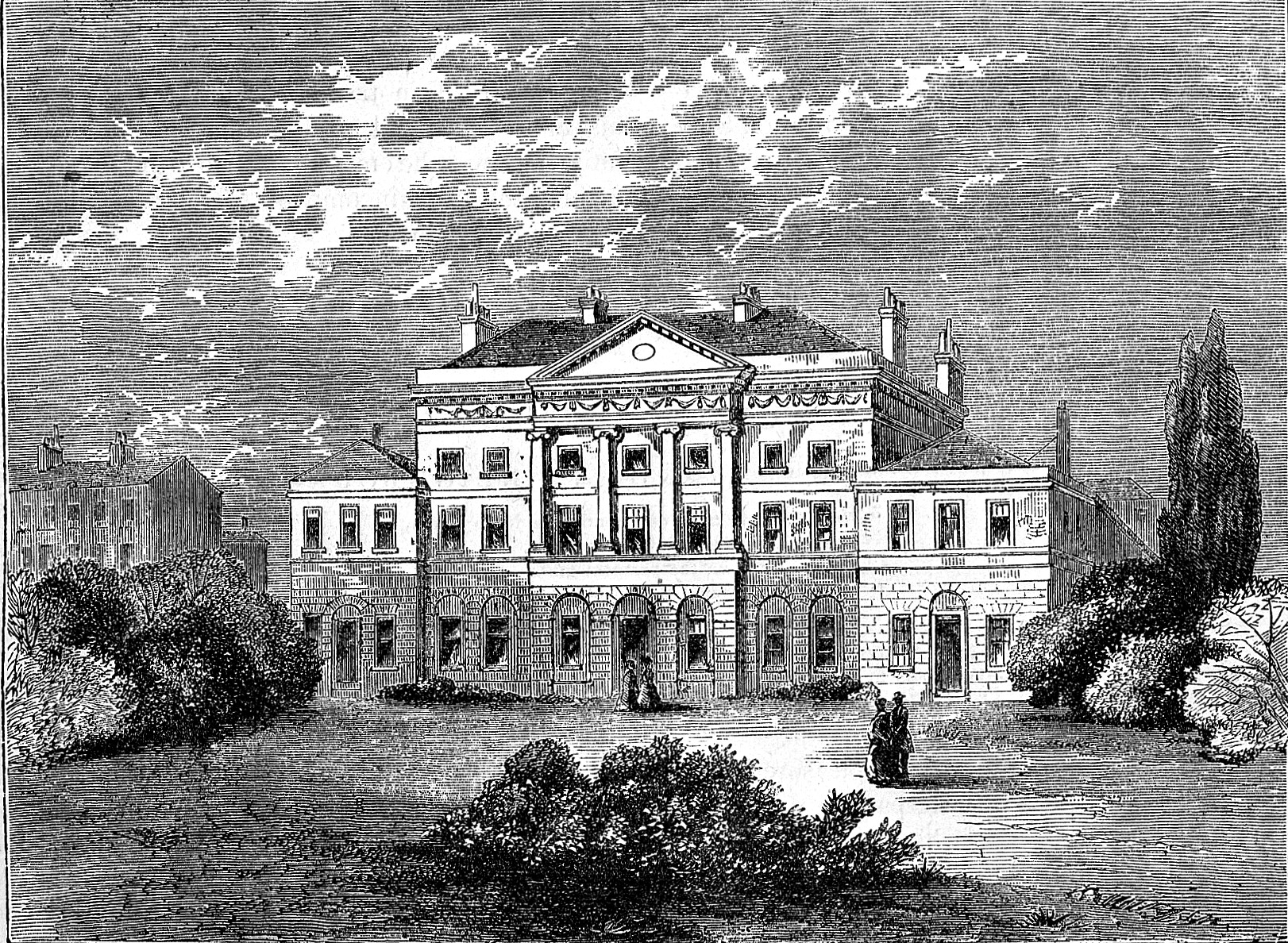
Edmond George Petty Petty-Fitzmaurice wurde im Lansdowne House geboren, dem Londoner Wohnhaus der Marquesses of Lansdowne.

Edmond George Petty Petty-Fitzmaurice war der jüngere Sohn des Politikers Henry Petty-Fitzmaurice, der ebenfalls Abgeordneter des Unterhauses war und später den Titel des 4. Marquess of Lansdowne erbte, sowie dessen zweiter Ehefrau Emily Petty-Fitzmaurice, 8. Lady Nairne, Tochter des französischen Diplomaten Charles-Joseph de Flahaut. Sein älterer Bruder Henry Petty-FitzMaurice, 5. Marquess of Lansdowne war Generalgouverneur Kanadas, Vizekönig von Indien sowie Außenminister. Seine Schwester Lady Emily Louisa Anne FitzMaurice war mit Oberst Everard Charles Digby verheiratet, ein Sohn von Edward Digby, 9. Baron Digby. Er selbst besuchte von 1859 bis 1864 das renommierte Eton College und begann daraufhin ein Studium im sogenannten „Classical honours tripos“ am Trinity College der University of Cambridge, das er 1868 mit einem Bachelor of Arts (B.A.) abschloss.
Unmittelbar darauf wurde Fitzmaurice für die Conservative Party am 17. November 1868 erstmals zum Abgeordnete des Unterhauses (House of Commons) gewählt und vertrat in diesem bis zur Auflösung am 24. November 1885 den Wahlkreis Calne. 1871 erhielt er seine Zulassung zum Rechtsanwalt (Barrister) bei der Anwaltskammer (Inns of Court) von Lincoln’s Inn und war zwischen 1872 und 1873 Parlamentarischer Privatsekretär von Innenminister Henry Bruce, 1. Baron Aberdare. Nach dem Berliner Kongress (13. Juni bis 13. Juli 1878) war er aufgrund des dort unterzeichneten Berliner Vertrages zwischen 1880 und 1881 britischer Vertreter in Konstantinopel bei der Kommission zur Reorganisation der europäischen Provinzen des Osmanischen Reiches. Im zweiten Kabinett Gladstone war er zwischen dem 1. Januar 1883 und dem 9. Juni 1885 Unterstaatssekretär im Außenministerium (Under-Secretary of State for Foreign Affairs). Als solcher war er auch zweiter Unterhändler der britischen Delegation, die am 10. März 1883 zur Unterzeichnung des Londoner Vertrages zur Donauschifffahrt führte.

### Wiederwahl ins Unterhaus, Oberhausmitglied undChancellor of the Duchy of Lancaster

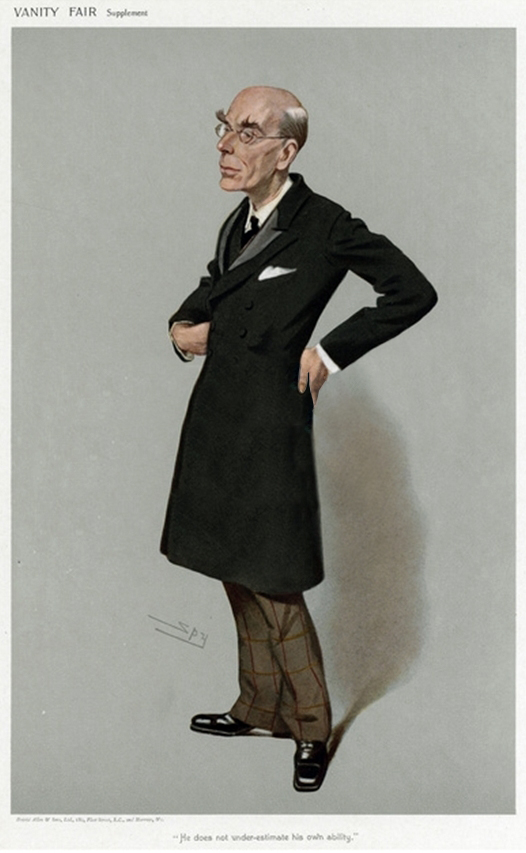
„He does not under-estimate his own ability“: Edmond Fitzmaurice, 1. Baron Fitzmaurice, in einer Karikatur von Spy in der Zeitschrift Vanity Fair vom 14. Juni 1906

Nachdem Edmond Fitzmaurice bei der Unterhauswahl vom 4. Juli bis zum 26. Juli 1892 im Wahlkreis Deptford sowie bei der Unterhauswahl vom 13. Juli bis 7. August 1895 im Wahlkreis Cricklade erfolglos für eine Wiederwahl ins Unterhaus kandidiert hatte, wurde er nach dem Rücktritt von Alfred Hopkinson bei einer Nachwahl im Wahlkreis Cricklade am 24. Februar 1898 wieder zum Abgeordneten des House of Commons gewählt und gehörte diesem nunmehr bis zum 12. Januar 1906 an. Ihm wurde von der University of Bristol ein Ehrendoktortitel der Literaturwissenschaften (Doctor of Letters) verliehen. Am 18. Dezember 1905 wurde er im Kabinett Campbell-Bannerman erneut Unterstaatssekretär im Außenministerium und bekleidete diesen Posten bis zum 19. Dezember 1908.
Kurz vor seinem Ausscheiden aus dem Unterhaus am 12. Januar 1906 wurde Edmond Fitzmaurice durch ein Letters Patent vom 9. Januar 1906 in der Peerage of the United Kingdom als Baron Fitzmaurice, of Leigh, in the County of Wiltshire, zum erblichen Peer erhoben, wodurch er bis zu seinem Tod am 21. Juni 1935 Mitglied des Oberhauses (House of Lords) war. Er war zwischen 1907 und 1908 britischer Chefunterhändler der Londoner Konferenz, die sich mit der Afrikanischen Schlafkrankheit beschäftigte. Am 16. April 1908 wurde er auch Mitglied des Kronrates (Privy Council). Als Nachfolger von Henry Fowler, 1. Viscount Wolverhampton wurde er am 13. Oktober 1908 im ersten Kabinett Asquith Kanzler des Herzogtums Lancaster (Chancellor of the Duchy of Lancaster) und bekleidete dieses Amt bis zum 25. Juni 1909, woraufhin Herbert Samuel seine Nachfolge antrat. 1914 wurde er Mitglied (Fellow) der British Academy (FBA).
Seine am 23. November 1889 in London geschlossene Ehe mit Caroline FitzGerald wurde 1894 für nichtig erklärt. Da er am 21. Juni 1935 ohne Nachkommen verstarb, erlosch der Titel des Baron Fitzmaurice. Nach seinem Tode wurde er am 24. Juni 1935 auf dem Friedhof der Bremhill Church in Bremhill beigesetzt.

## Veröffentlichungen
Edmond Fitzmaurice schrieb auch zahlreiche Bücher, insbesondere zu Persönlichkeiten wie William Petty, 2. Earl of Shelburne, Granville Leveson-Gower, 2. Earl Granville und Karl Wilhelm Ferdinand von Braunschweig-Wolfenbüttel, zuletzt aber auch Bühnenwerke. Zu seinen Veröffentlichungen gehören:
- Life of William, Earl of Shelburne, afterwards first Marquess of Lansdowne. With extracts from his papers and correspondence, 1875
- The life of Sir William Petty, 1623–1687. One of the first Fellows of the Royal Society, sometime secretary to Henry Cromwell, maker of the ‚Down Survey‘ of Ireland, author of Political Arithmetic etc. Chiefly derived from private documents hitherto unpublished, 1895
- The life of Granville George Leveson Gower, second Earl Granville, K.G., 1815–1891, 1900
- Charles William Ferdinand, Duke of Brunswick. An historical study, 1735–1806, 1901
- Two Centuries of Irish History 1691–1870. Being a Series of Papers, Mitautor, 1907
- Moonlighter. A Play in Four Acts, 1914
- The Dandy Dolls. A Play in two Scenes, 1914
- The country dressmaker. A play in three acts, 1914